# Баал-Есер I
Баал-Есер I (Балеазар, Баал-мазер) (*д/н — 930/927 до н. е.) — цар міста-держави Тір близько 946/944—930/978 років до н. е. Ім'я перекладається як «Баал допоміг».

## Життєпис
Походив з династії Авібаала. Син царя Хірама I. За різними свідченнями та підрахунками народився близько 973, 979 або 987 року до н. е. Посів трон 946 або 944 року до н. е. (менш вірогідноє є 950 до н. е.). Достеменно відомо лише те, що панував 17 років.
Зберіг союзні відносини з Соломоном, царем Ізраїлю. Завдяки чому тірські купці зберегали привілеї у торгівлі з Аравією. Водночас підтримував торгівельні відносини з Єгиптом.
На його панування приходиться розпад Ізраїльського царства на Юдею та власне Ізраїль близько 932 року до н. е.. Саме останній став головним союзником. Водночас агресивні дії єгипетського фараона Шешонка I проти обидвох царств завдали значного удару тірській торгівлі. При цьому сам Баал-Есер I вимушен був турбуватися про оборону Тіра. Достеменно невідомо чи визнав він зверхність Єгипту.
Помер у 930 або 927 році до н. е. Йому спадкував Абдаштарт I.